# シー・ビロングズ・トゥ・ミー
「シー・ビロングズ・トゥ・ミー」（She Belongs to Me）は、ボブ・ディランの楽曲。『ブリンギング・イット・オール・バック・ホーム』（1965年）のエレクトリック・サイド（アルバムA面）に収録された。

## 概要
1965年1月14日、ニューヨークで録音された。演奏者はボブ・ディラン（アコースティック・ギター、ハーモニカ）、ブルース・ラングホーン（ギター）、ウィリアム・E・リー（ベース）、ボビー・グレッグ（ドラムズ）。
同年3月8日、シングル「サブタレニアン・ホームシック・ブルース」のB面として発表され、そののち『ブリンギング・イット・オール・バック・ホーム』に収録される。
別バージョンは以下のとおり。
- 1965年1月13日、ニューヨークで録音されたエレクトリック・バージョン。『ノー・ディレクション・ホーム：ザ・サウンドトラック（第7集）』（2005年）に収録[1]。
- 1965年1月13日、ニューヨークで録音されたソロ・アコースティック・バージョン。『The Bootleg Series Vol. 12: The Cutting Edge 1965–1966』に収録。
- 1966年5月17日、イギリスのマンチェスターで行ったライブ。『ロイヤル・アルバート・ホール：ブートレッグ・シリーズ第4集』（1998年）に収録。
- 1969年8月31日、ワイト島音楽祭で行われたライブ。『セルフ・ポートレイト』（1970年）に収録。

ドキュメンタリー映画『ドント・ルック・バック』のタイトルは本作品の歌詞の一節「She's an artist, she don't look back」からとられた。

## カバー・バージョン
- ジミー・ギルマー&ザ・ファイアボールズ - 『Folkbeat』（1965年）に収録。
- バリー・マクガイア - 『Eve of Destruction』（1965年）に収録。
- リック・ネルソン&ザ・ストーン・キャニオン・バンド - シングル（1969年）、『In Concert at the Troubadour, 1969』（1970年）に収録。
- ビリー・プレストン - 『神の掟』（1969年）に収録。
- ザ・ナイス – 『ジャズ+クラシック/ロック=ナイス』（1969年）に収録。
- レイ・スティーブンス - 『Everything is Beautiful』（1970年）に収録。
- ティナ・ターナー - 『Tina Turns the Country On!』（1974年）に収録。
- トム・トム・クラブ - 『Boom Boom Chi Boom Boom』（1988年）に収録。
- レオン・ラッセル - 『レオン・ラッセル・アンド・ザ・シェルター・ピープル』（1971年）の1995年再発盤に収録。
- ロス・ウィルソン - 『Go Bongo Go Wild!』（2001年）に収録。
- ピーター・トーク&シュー・スウェード・ブルーズ - 『Cambria Hotel』（2007年）に収録。
- キャット・パワー - 『Cat Power Sings Dylan: The 1966 Royal Albert Hall Concert』（2023年）。2022年11月5日にロイヤル・アルバート・ホールで行われたコンサートの音源[2]。